# فيات 126
فيات 126 هي سيارة صغيرة أنتجتها شركة فيات الإيطالية في إيطاليا وبواندا بين سنتي 1972-2000 ولاقت شهرة كبيرة في أوروبا لصلابتها ومقاومتها التحديات وتتميز بمحرك خلفي وجر خلفي زو سعه 650 سي سي ومزوده ب 2 سيليندر تصل قدرته 25 حصان ونظام تبريد يعتمد على الهواء أي بدون ماء وراديتر .